# Béceleuf
 Béceleuf  es una población y comuna francesa, en la región de Poitou-Charentes, departamento de Deux-Sèvres, en el distrito de Niort y cantón de Coulonges-sur-l'Autize.

## Demografía
| 643 | 560 | 571 | 526 | 586 | 601 |
| Para los censos de 1962 a 1999 la población legal corresponde a la población sin duplicidades (Fuente: INSEE [Consultar]) |     |     |     |     |     |